# Тевис, Уолтер
Уолтер Стоун Тевис (англ. Walter Stone Tevis; 28 февраля 1928 года, Сан-Франциско, Калифорния, США — 8 августа 1984 года) — американский писатель-фантаст.

## Биография
Уолтер Тевис родился в Сан-Франциско и вырос в районе Сансет. В десять лет родителям пришлось на год отдать его в Стэнфордский детский санаторий, а самим уехать в округ Мэдисон штата Кентукки, где семья получила земельный участок. Когда Уолтеру исполнилось 11 лет, он сам приехал на поезде к родным через всю страну.
В конце Второй мировой войны 17-летний Тевис служил на Тихом океане помощником столяра на борту корабля ВМС США «Гамильтон». После увольнения, в 1945 году он окончил школу и поступил в Кентуккийский университет. Там он получил степени бакалавра и магистра английской литературы. Во время учебы Тевис подрабатывал в бильярдном зале и даже написал рассказ про бильярд.
После бильярдного рассказа The Big Hustle, опубликованного в журнале Collier's в 1955 году, у Тевиса выходили рассказы в Cosmopolitan, Esquire, Galaxy Science Fiction, Playboy, Redbook и Saturday Evening Post.
Первый роман Тевиса «Мошенник» (The Hustler) вышел в 1959 году. За ним в 1963 году последовал «Человек, который упал на Землю» (The Man Who Fell to Earth).
С 1965 по 1978 годы Тевис преподавал английскую литературу и творческое письмо в Университете Огайо.
В 1984 году Тевис умер от рака легких и был похоронен в Ричмонде (штат Кентукки).

## Экранизации
По трём из шести романов Тевиса поставлены фильмы: спортивная мелодрама «Мошенник» 1961 года, его сиквел «Цвет денег» 1986 года, фантастический фильм «Человек, который упал на Землю» 1976 года и сериал 2022 года.
В 2020 году потоковым сервисом Netflix в формате мини-сериала, состоящего из семи эпизодов, экранизирован роман 1983 года «Ход королевы».